# Уштогай
Уштога́й (каз. Үштоғай, до 199? г. — Октябрь) — село в Амангельдинском районе Костанайской области Казахстана. Административный центр Уштогайского сельского округа. Код КАТО: 393477100.
Название одного из сёл района Уштогай (Ұштоғай) следует понимать именно как Ұштоғай, а не Үш (три). «Ұш тоғай» в переводе с древнетюркского переводится как приграничный лес" «Ұш» — граница, межа, окраина. Южнее этого посёлка на расстоянии 18 километров находится Уштогайский квадрат — 101 насыпь, расположенные в виде основания пирамиды.

## Население
В 1999 году население села составляло 603 человека (307 мужчин и 296 женщин). По данным переписи 2009 года в селе проживал 291 человек (150 мужчин и 141 женщина).